# Hierodulella
Hierodulella es un género de las mantis, de la familia Mantidae, del orden Mantodea. Es originario de Asia.

## Especies
- Hierodulella albomaculata
- Hierodulella celebensis
- Hierodulella reticulata
- Hierodulella soror